# 毛尖卷柏藓
毛尖卷柏藓（学名：Racopilum aristatum），又名卷柏藓，为卷柏藓科卷柏藓属下的一个种。